# کن ایزکور
کن ایزکور (انگلیسی: Ken Izekor؛ زادهٔ ۲۴ مهٔ ۲۰۰۷) بازیکن فوتبال اهل آلمان است که در حال حاضر برای باشگاه فوتبال بایر ۰۴ لورکوزن بازی می‌کند. 
وی همچنین در تیم‌های ملی فوتبال زیر ۱۷ و زیر ۱۸ سال آلمان بازی کرده است.